# Sélection et adaptation durant les successions végétales
Pour un article plus général, voir Succession écologique.
La sélection et l'adaptation durant les successions végétales jouent un rôle fondamental dans la composition des communautés, allant de la colonisation à la communauté climax, si ne survient aucune perturbation environnementale.
La succession écologique est le processus par lequel s’opère une modification de la structuration des espèces dans une communauté écologique au cours du temps, de l’ordre d’une décennie jusqu'à plusieurs milliers d’années.
Ce processus regroupe l’ensemble des étapes théoriques permettant de décrire le cycle évolutif complet d’un espace écologique, soit le cheminement du système vers un climax écologique. Il est à noter que la communauté climax est un stade théorique obtenu quand plus aucune perturbation ne vient modifier la composition du système. Il n'est jamais observé dû à une stochasticité environnementale constante induisant des adaptations à ces environnements en changement perpétuel. On parle de succession autogène lorsque la succession est induite spontanément par la communauté elle-même et non pas par une variation des conditions du biotope (par exemple la chute d’un arbre dans une forêt qui provoque une trouée). À l’inverse, on parle de succession allogène pour désigner les successions provoquées par des modifications graduelles ou brutales (par exemple les stades qui se sont succédé après les glaciations sont des successions allogènes). Les communautés végétales présentes au début de ces cycles sont généralement dominées par des espèces dites opportunistes ou à sélection de type r. Elles ont de forte capacité de dispersion et sont ainsi capables de coloniser de nouveaux espaces aisément. La croissance de ces espèces colonisatrices amènera à la formation d’une communauté aux conditions environnementales moins favorables au développement de ces mêmes espèces. Elles seront peu à peu remplacées par des espèces plus compétitives ou mieux tolérantes à ces nouvelles conditions (sélection de type K).

## Traits d’histoires de vie, sélection et adaptation chez les plantes
La sélection naturelle, les mutations, la dérive génétique et la migration sont les forces motrices de l’évolution. L’adaptation est une caractéristique, acquise par le biais d’une de ces quatre forces, qui accroit la valeur sélective, ou fitness, d'un organisme et est relative aux états alternatifs de ce trait (en particulier par rapport à la condition ancestrale de la population dans laquelle cet organisme évolue). C'est-à-dire qu'une adaptation confère un avantage dans la reproduction et/ou la survie d'un organisme. 
Les contraintes physiologiques et énergétiques empêchent les espèces de maximiser leurs capacités compétitives en toutes circonstances. On parlera ainsi de trade-offs : par exemple, une relation négative existe entre la taille de la graine (et donc les ressources disponibles à la jeune pousse) et le nombre de descendants produits à chaque cycle de reproduction. Une corrélation inverse est donc induite entre certains groupes de traits, de manière que les capacités compétitives soient modulées sur toute une gamme de conditions environnementales. Il est à noter que ces relations inverses expliquent la diversité des plantes capables de coloniser un espace à chaque stade d'une succession. 
La sélection naturelle rassemble les différences de survie et de reproduction entre individus propres à leur phénotype. C’est un mécanisme évolutif fondé sur l’héritabilité des traits dans une population, au cours du temps. La sélection naturelle est engendrée par les variations génétiques, ou mutations, qui apparaissent de manière aléatoire au sein d’une population au fil du temps. Durant la vie d’un individu, son génome interagit avec l’environnement, induisant ainsi des variations dans l’expression de ces traits. Le phénotype exprimé modifie la fitness de l’individu, soit la capacité de survie et de reproduction. Ce phénotype peut ainsi augmenter la fitness via une réponse adaptative, ou la réduire via une réponse non-adaptative. Si les traits permettent une meilleure survie, la mutation sera perpétuée dans les lignées suivantes et la population subira une évolution. Avec le temps, ce processus peut amener à une population spécialisée pour la vie dans une niche écologique particulière (spéciation).
C'est ainsi qu'apparaissent des adaptations évolutives au sein des populations (il existe une ambiguïté avec le terme adaptation : il décrit simultanément l’état actuel d’adaptation en termes de trait de vie et le processus évolutif menant à cette adaptation). La sélection naturelle et l’adaptation évolutive sont limitées par le cout du phénotype, concept représenté par la notion de « trade-off ». Les bénéfices induits par la modification d’un trait de vie peuvent être négativement corrélés à un autre. Ce concept permet de sortir des limites imposées par l’histoire évolutive. Les traits de vie sont donc des facteurs intrinsèques à la capacité d’une espèce de coloniser un milieu.

### La capacité de germination
Les graines de plantes présentes en début de succession sont viables plus longtemps dans les sols. Ces espèces produisent aussi beaucoup de descendants. On peut donc considérer qu'il existe une banque de graines persistante dans les sols forestiers. Certaines espèces germent plus rapidement à la suite d'une scarification de leur enveloppe (eg: Ipomoea pes-caprae, plante colonisatrice de dunes). Par ce mécanisme, la germination est favorisée à la suite des modifications environnementales qui perturbent les sols, comme avec les glissements de terrain.

### La physiologie associée des graines
Les plantes annuelles d'hiver ont de petites graines adaptées à la dispersion sur de longues distances et peu ou pas de dormance, et sont ainsi prêtes à germer dès que les conditions sont favorables (et ayant une large gamme de conditions adaptées). La masse de la graine décroit plus le besoin en lumière pour la germination augmente, la lumière semble donc être un facteur clé dans la germination des petites graines. À l'inverse, plus la tolérance aux fluctuations de températures augmente, plus la masse de la graine augmente. La température est donc un facteur clé à la germination des graines les plus grosses.

### Le taux de photosynthèse
La lumière est un facteur central dans la détermination de la séquence de succession d'espèces végétales. Les espèces de début de succession un taux de photosynthèse plus élevé quand elles sont exposées à un niveau d'intensité lumineuse permettant cette photosynthèse optimale. Ce sont des espèces plus aptes au développement dans un espace vierge, dépourvu d'une canopée. Les espèces de fin de succession sont plus efficaces dans leur photosynthèse car leur taux de photosynthèse aussi bien que leur niveau de luminosité saturante. 

### Le taux de respiration
Celui-ci est élevé dans les espèces colonisatrices et décroit au cours de la succession d'espèces. Si les taux de photosynthèse et respiration propres aux différentes communautés de la succession sont considérés, il peut être déduit que l'utilisation et la fixation de carbone dans la biomasse sont élevées dans les phases initiales de la succession végétale. En théorie, au stade climax, l'utilisation de carbone pour la photosynthèse égale la production de carbone par la respiration, amenant à un bilan nul de fixation de carbone dans la biomasse.

### Réponse au stress hydrique
Au cours de la succession, le nombre de stomates et la résistance mésophyllique augmentent, induisant des taux de transpiration plus élevés dans les plantes colonisatrices. Le taux de photosynthèse de ces dernières décroit à une pression hydrique moins négative.

## Évolution et spéciation
Une condition préalable à la sélection naturelle pour aboutir à l'évolution adaptative, c'est-à-dire à de nouveaux caractères et de la spéciation, est la présence de variations génétiques héréditaires qui se traduit par des différences de fitness. La variation génétique étant le résultat de mutations, de recombinaisons et d'altérations du caryotype (le nombre, la forme, la taille et l'agencement interne des chromosomes), les changements qu'elle provoque peuvent avoir un effet très avantageux ou très désavantageux pour la survie des individus ; les effets importants restent par contre très rares.
Par la définition même de la fitness, les individus ayant une plus grande fitness sont plus susceptibles de contribuer à la génération suivante, alors que les individus avec une moindre fitness sont plus susceptibles de mourir prématurément ou ne parviennent pas à se reproduire. En conséquence, les allèles qui en moyenne permettent une plus grande fitness deviennent plus abondants dans la prochaine génération, tandis que les allèles qui réduisent la fitness deviennent plus rares. Si les forces de sélection restent les mêmes pour de nombreuses générations, les allèles bénéfiques deviennent de plus en plus abondant, jusqu'à ce qu'ils dominent la population, tandis que les allèles néfastes disparaissent. Dans chaque génération, de nouvelles mutations et recombinaisons surviennent spontanément, par conséquent chacune sera enrichie par l'abondance croissante des allèles qui contribuent à des traits qui ont été favorisés par la sélection. Il faut de même noter que les traits établis ne sont pas immuables : les traits qui ont une forte fitness dans un certain contexte environnemental peuvent l'être beaucoup moins si les conditions environnementales changent. En l'absence de sélection naturelle pour préserver de tels traits, ils deviendront plus variables et se détérioreront au fil du temps, peut-être résultant en une manifestation vestigiale du trait, aussi appelé bagage évolutif. Dans de nombreux cas, la structure apparemment vestigial peut conserver une fonctionnalité limitée,.

### Exemple du rôle de la sélection et de l'adaptation évolutive: pression de sélection et quantité versus qualité
MacArthur et Wilson (1967) ont passé en revue les étapes de colonisation des îles qui fournissent des parallèles directs avec les étapes de la succession écologique sur les continents.
Les espèces ayant des taux élevés de reproduction et de croissance sont plus susceptibles de survivre dans les stades précoces de colonisation d'une île.  En revanche, la pression de sélection favorise ensuite les espèces ayant un potentiel de croissance plus faible, mais de meilleures capacités pour la survie compétitive sous la densité écologique des stades tardifs de l'équilibre.
Les changements génétiques impliquant l'ensemble du biote, ils sont présumés accompagner le gradient de succession, puisque, comme décrit ci-dessus, la production de la quantité caractérise le jeune écosystème alors que la production de qualité et de contrôle de rétroaction sont des marques déposées du système mature. La sélection peut donc être premièrement interspécifique, puisque le remplacement des espèces est une caractéristique des successions écologiques.
Cependant, dans la plupart des séries étudiées il semble y avoir quelques espèces pionnières qui sont capables de persister jusqu'aux stades avancés. La contribution de ces changements génétiques à l'adaptation des espèces n'a pas été déterminée, mais des études de la génétique des populations suggèrent que les changements dans la composition génétique pourrait être importants dans les populations a l'échelle temporelle des écosystèmes.

### La spéciation
Sur une aire de répartition, une espèce est généralement divisée en sous populations dans lesquelles les individus se reproduisent facilement entre eux. Les différentes sous-populations ne sont pas isolées car des individus peuvent passer de l'une à l'autre, par différents mécanismes de dispersion, en assurant des croisements. Un nouvel allèle d'un gène qui apparaît dans une sous-population pourra se répandre dans toutes les populations. Des échanges génétiques et hybridations existent entre les populations végétales.  Si maintenant une barrière infranchissable s'interpose entre certaines populations les échanges se trouvent rompus. Les deux ensembles accumulent indépendamment des allèles différents, ils divergent génétiquement et s'adaptent aux conditions de milieux auxquels ils sont soumis. Après disparition de la barrière, son franchissement accidentel ou son contournement, les échanges reprennent entre ces deux ensembles. Les différences génétiques sont devenues telles que les croisements entre leurs individus donnent une descendance stérile. La sélection naturelle favorise alors le développement de mécanismes qui préviennent les accouplements entre membre des deux ensembles. Ces mécanismes sont généralement de nature éthologique : reconnaissance du partenaire, reproduction à des moments différents de l'année, alimentation à des heures différentes de la journée, modification des mécanismes de dispersion...
La spéciation écologique est définie par trois composantes essentielles : une source de sélection naturelle divergente, une forme d’isolement et un mécanisme génétique liant la sélection à l’isolement reproducteur.
La spéciation écologique considère uniquement les cas où la sélection a une base écologique c’est à dire qu’elle doit agir sur des traits intervenant dans l’interaction des individus avec leur environnement,. Le terme environnement est ici considéré dans son sens le plus large et se réfère aux éléments biotiques et abiotiques du milieu (e.g. climat, ressources) ainsi qu’aux interactions intra et interspécifiques (e.g. compétition, prédation, mutualisme). D’autre part, la sélection doit être divergente c’est à dire qu’elle doit agir dans des directions opposées dans différentes populations. Enfin, les traits directement soumis à sélection divergente, ou ceux qui leur sont liés génétiquement, doivent affecter l’isolement reproducteur. Il est à noter que la spéciation écologique peut se produire dans n’importe quel contexte géographique (allopatrie, parapatrie, sympatrie) et que celui-ci est important car il peut influencer la source de la sélection divergente ainsi que la quantité de flux de gènes entre les populations en cours de différenciation. ,, Il existe de nombreux mécanismes pouvant être impliqués dans la spéciation écologique car chacune de ses trois composantes essentielles (sélection naturelle, isolement reproducteur et leur lien génétique) peut prendre diverses formes non mutuellement exclusives et pouvant agir en synergie (pour une revue exhaustive, voir Nosil 2012). Ainsi, la sélection naturelle peut résulter de différences environnementales entre populations, favorisant ainsi différents traits selon les populations. Cela inclut le cas particulier de la sélection sexuelle où les traits sélectionnés interviennent dans la reproduction sexuée. La sélection naturelle peut aussi dépendre d’interactions écologiques entre les populations comme la compétition, la prédation, les mutualismes. Dans ce cas, les aires de répartition des populations doivent être au moins partiellement chevauchantes et la sélection naturelle est généralement fréquence-dépendante. Cela inclut les cas particuliers de sélection favorisant directement l’isolement prézygotique après contact secondaire (mécanisme de renforcement ) et de sélection disruptive pouvant théoriquement provoquer la spéciation sympatrique. Dans tous les cas, la sélection divergente provoque l’adaptation locale des populations et réduit par conséquent la valeur sélective des potentiels migrants et hybrides entre ces populations par incompatibilité écologique entre le migrant (ou l’hybride) et son environnement,. Ces baisses de valeur sélective des migrants et des hybrides peuvent être considérées comme des formes d’isolement reproducteur (respectivement pré et postzygotique). En effet, elles limitent le flux de gènes entre les populations en divergence en réduisant la probabilité de reproduction et la viabilité (ou fertilité) des hybrides. Ces deux formes d’isolement peuvent être regroupées sous le terme d’isolement écogéographique et jouent probablement un rôle important dans de nombreux cas de spéciation écologique. Néanmoins, la sélection divergente basée sur l’écologie peut entraîner la mise en place d’autres types de barrières reproductives pré et postzyogtiques comme l’isolement temporel, l’isolement sexuel, l’isolement gamétique ou encore l’incompatibilité génomique.

## Modèles décrivant l'impact de l'adaptation dans la succession végétale
Depuis Clements (1916), plusieurs modèles ont été proposés pour expliquer les patterns spatio-temporels des espèces végétales présentes au cours d'une succession écologique.

### Modèle r/K
Si la plasticité phénotypique, définie comme étant la capacité d’un organisme individuel à altérer sa physiologie en réponse à des changements dans les conditions environnementales, est un concept très utilisé aujourd'hui en écologie évolutive des modèles plus anciens trouvent aussi leur utilité dans l'analyse des phénomènes dans les successions végétales. La sélection de combinaisons de traits phénotypiques, ou adaptation de traits d’histoire de vie, en fonction des modifications environnementales durant une succession écologique est relativement bien illustrée par la théorie de la sélection r/K dont le nom, inventé par les écologistes Robert MacArthur et E.O. Wilson est directement tiré du taux de croissance intrinsèque maximum {\displaystyle r} d’une population {\displaystyle N} et de la capacité de charge du milieu {\displaystyle K} issus du modèle de dynamique des populations de Pierre François Verhulst. Le modèle est mathématiquement traduit par l'équation suivante :
{\displaystyle {\frac {dN}{dt}}=rN\left(1-{\frac {N}{K}}\right)\qquad \!=rN\left({\frac {K-N}{K}}\right)}
Cette théorie écologique met en avant deux stratégies évolutives généralisées chez les espèces végétales impliquées dans la succession. On parlera de sélection {\displaystyle r} et sélection {\displaystyle K} et donc par extension d’espèces {\displaystyle r} et {\displaystyle K}, bien que dans la réalité aucune espèce ne soit vraiment totalement {\displaystyle r} ou {\displaystyle K}. Chaque espèce tendra vers un compromis entre ces deux stratégies foncièrement opposées  via des changements dans son histoire de vie et dans son allocation des ressources.
Les espèces tendant vers la stratégie {\displaystyle r} mettront toute leur énergie et la matière disponible dans les processus reproductifs, afin d’avoir un maximum de descendants au détriment de leur taux de survie. Cette stratégie sera plus optimale dans un environnement instable et imprévisible, densité indépendante et peu soumis à la compétition. Ici la productivité et donc la quantité primeront sur la survie des descendants. Le taux de mortalité des espèces r sera donc très élevé.
Les espèces tendant vers la stratégie {\displaystyle K} favoriseront des traits associés à la maintenance, à la croissance lente et la production en très petite quantité de descendants résistants et compétitifs. Leur longévité sera alors relativement élevée. Cette stratégie sera optimale dans un environnement densité dépendant et fortement soumis à la compétition intra- et interspécifique. Ici l’utilisation efficace des ressources sera maximisée au sein de niches écologiques fortement peuplées.
La sélection naturelle favorisera alors l’une ou l’autre de ces deux stratégies selon l’étape temporelle de la succession écologique. Les espèces à stratégie {\displaystyle r} seront, via leurs traits favorisant un taux de croissance élevé et leur capacité à se développer dans des niches écologiques peu peuplées, les espèces pionnières lors d’une succession écologique. Les modifications de l’environnement tendront alors progressivement vers un équilibre ou climax, favorisant alors l’implantation d’autres espèces, augmentant la biodiversité et la compétition pour des ressources devenues plus rare. Les espèces {\displaystyle K} plus compétitives remplacerons les espèces r moins adaptées à la pression compétitive. Ce modèle théorique a cependant été très fortement critiqué à la suite de nombreuses études démontrant les difficultés à analyser ces deux différentes stratégies au sein de certaines espèces, notamment de vertébrés. Par exemple une étude de Stephen C. Stearns portant sur les traits d’histoire de vie liés à la reproduction chez deux espèces de poissons introduites à Hawaï en 1907 et 1922 a démontré des ambiguïtés lors de l’interprétation des résultats et un manque flagrant de données empiriques permettant d’étayer la théorie. Certaines espèces, comme c’est le cas chez les poissons, posséderont des traits d’histoire de vie favorisant un fort taux de reproduction et un faible taux de survie associés aux espèces à stratégie {\displaystyle r}, avec en même temps des individus à forte longévité et compétitifs en environnements stables et pauvre en ressources rappelant la stratégie {\displaystyle R}.

### Théorie des stratégies CSR
La théorie des stratégies CSR, issue de la complexification de la théorie r/K et énoncée par John Philip Grime, ajoute des catégories de stratégies de traits d’histoire de vie supplémentaires basées sur la tolérance au stress(S), la compétitivité(C), et la possession de traits adaptés à l’exploitation temporaire des conditions favorables pour la stratégie dite rudérale(R).

### Modèle de Drury et Nisbet
En 1973, Drury et Nisbet proposent un modèle de succession dans lequel les espèces végétales sont classées selon un gradient de ressources : chaque espèce a une quantité de ressource optimale pour la croissance et la reproduction (maximisation de sa fitness). Comme la quantité de ressources disponibles dans un environnement change à travers le temps, un remplacement d’espèces se produit. C’est un modèle qui considère que la succession est basée essentiellement sur les propriétés individuelles des espèces végétales. Ici, la succession est une conséquence des différences de croissance et de survie. Le remplacement d’une espèce par une autre résulte en partie de la compétition interspécifique. Les modifications structurales et fonctionnelles associées aux changements de la succession résultent de la corrélation entre taille, longévité et rapidité de croissance de l’individu.

### Modèles de Connell et Slatyer
J. Connell et R. Slatyer proposent en 1977 trois modèles permettant de décrire les mécanismes de la succession écologique. Le premier modèle, dit de facilitation, suggère que l’entrée et la croissance des espèces de fin de succession dépendent entièrement des modifications environnementales induites par les espèces colonisatrices. Ce modèle décrit bien les successions primaires; où les colonisateurs sont des plantes, et hétérotopiques; où les colonisateurs sont des organismes décomposeurs. Le second modèle, dit de tolérance, est pour l’instant peu ou pas observé. Il suggère l’existence d’espèces ayant des adaptations spécifiques à l’exploitation des ressources d’un environnement. Ainsi, les espèces de fin de succession tolèreraient mieux les milieux pauvres en ressources que les espèces colonisatrices. Le dernier modèle, dit d'inhibition, dicte que la croissance d'espèces pionnières empêche la croissance d'autres espèces dans le milieu car elles modifient l'environnement.

### Modèle de  Huston et Smith
En 1987, Huston et Smith ont démontré que la succession végétale peut être définie comme étant le résultat de la compétition pour la lumière de plantes dont la propre croissance modifie l'intensité lumineuse. Il y a ici un fort effet de compétition intra-spécifique qui induit la succession d'espèces en fonction de la compétitivité relative de celles-ci.

### Modèle de Tilmanet al.
En 1994, Tilman explique qu'un grand nombre d'espèces peuvent coexister dans un même habitat malgré la compétition pour une même ressource (e.g : azote) à condition d'admettre l'existence de trade-offs. Tilman a utilisé ce modèle pour démontrer le phénomène de dette d'extinction.